# جون ر. فولي
جون ر. فولي (بالإنجليزية: John R. Foley)‏ هو محامي وقاضي وسياسي أمريكي، ولد في 16 أكتوبر 1917 في واباشا في الولايات المتحدة، وتوفي في 11 نوفمبر 2001 في كنسينغتون في الولايات المتحدة بسبب نوبة قلبية. حزبياً، نشط في الحزب الديمقراطي. وقد انتخب عضو مجلس النواب الأمريكي.